# Kensaku Abe
Kensaku Abe (阿部 謙作?, Abe Kensaku; Kanagawa, 13 maggio 1980) è un ex calciatore giapponese, di ruolo portiere.

## Carriera
Tra il 2006 e il 2007 ha giocato nella prima divisione giapponese con la maglia del Ventforet Kofu, per un totale di 49 presenze in questa categoria.